# Herrarnas K-2 1000 meter i kanotsport vid olympiska sommarspelen 1988
Herrarnas K-2 1000 meter vid olympiska sommarspelen 1992 hölls i Seoul. 

## Medaljörer
| Gren           | Guld                              | Silver                                  | Brons                                 |
| K-2 1000 meter | USA Greg Barton Norman Bellingham | Nya Zeeland Ian Ferguson Paul MacDonald | Australien Peter Foster Kelvin Graham |

## Resultat

### Heat
| Heat 1 |                                              |         |    |
| 1.     | Bruno Dreossi och Alessandro Pieri (ITA)     | 3:25.76 | QS |
| 2.     | Sergej Kalesnik och Sergej Galkov (URS)      | 3:27.06 | QS |
| 3.     | Mikko Kolehmainen och Olli Kolehmainen (FIN) | 3:27.52 | QS |
| 4.     | António Brinco och Eduardo Gomes (POR)       | 3:31.95 | QR |
| 5.     | Alberto Sánchez och Gregorio Vicente (ESP)   | 3:32.97 | QR |
| 6.     | Donald Brien och Colin Shaw (CAN)            | 3:35.30 | QR |
| 7.     | Svein Egil Solvang och Harald Amundsen (NOR) | 3:36.85 | QR |
| Heat 2 |                                              |         |    |
| 1.     | Ian Ferguson och Paul MacDonald (NZL)        | 3:20.44 | QS |
| 2.     | Greg Barton och Norman Bellingham (USA)      | 3:20.50 | QS |
| 3.     | Philippe Boccara och Pascal Boucherit (FRA)  | 3:23.00 | QS |
| 4.     | Anders Ohlsén och Hans Olsson (SWE)          | 3:26.43 | QR |
| 5.     | Daniel Stoian och Angelin Velea (ROU)        | 3:28.42 | QR |
| 6.     | Niels Ellwanger och Carsten Lömker (FRG)     | 3:37.82 | QR |
| 7.     | Declan Burns och Peter Connor (IRL)          | 3:41.18 | QR |
| Heat 3 |                                              |         |    |
| 1.     | Guido Behling och Torsten Krentz (GDR)       | 3:24.45 | QS |
| 2.     | Peter Foster och Kelvin Graham (AUS)         | 3:25.66 | QS |
| 3.     | Tibor Helyi och András Rajna (HUN)           | 3:26.00 | QS |
| 4.     | Xue Bing och Ma Fuliang (CHN)                | 3:31.24 | QR |
| 5.     | Andrew Sheriff och Kevin Smith (GBR)         | 3:33.16 | QR |
| 6.     | Park Cha-Geun och Cheon in-Sik (KOR)         | 3:47.21 | QR |

### Återkval
| Återkval 1 |                                              |         |    |
| 1.         | Daniel Stoian och Angelin Velea (ROU)        | 3:31.51 | QS |
| 2.         | Donald Brien och Colin Shaw (CAN)            | 3:38.74 | QS |
| 3.         | Xue Bing och Ma Fuliang (CHN)                | 3:39.56 | QS |
| 4.         | Declan Burns och Peter Connor (IRL)          | 3:43.02 |    |
| 5.         | António Brinco och Eduardo Gomes (POR)       | 3:47.99 |    |
| Återkval 2 |                                              |         |    |
| 1.         | Anders Ohlsén och Hans Olsson (SWE)          | 3:26.75 | QS |
| 2.         | Andrew Sheriff och Kevin Smith (GBR)         | 3:31.78 | QS |
| 3.         | Niels Ellwanger och Carsten Lömker (FRG)     | 3:31.95 | QS |
| 4.         | Svein Egil Solveng och Harald Amundsen (NOR) | 3:32.07 |    |
| 5.         | Alberto Sánchez och Gregorio Vicente (ESP)   | 3:32.92 |    |
| 6.         | Park Cha-Geun och Cheon in-Sik (KOR)         | 3:36.70 |    |

### Semifinaler
| Semifinal 1 |                                              |         |    |
| 1.          | Daniel Stoian och Angelin Velea (ROU)        | 3:25.91 | QF |
| 2.          | Peter Foster och Kelvin Graham (AUS)         | 3:26.87 | QF |
| 3.          | Niels Ellwanger och Carsten Lömker (FRG)     | 3:28.91 | QF |
| 4.          | Declan Burns och Peter Connor (IRL)          | 3:38.92 |    |
| 5.          | Bruno Dreossi och Alessandro Pieri (ITA)     | 4:11.90 |    |
| -           | Philippe Boccara och Pascal Boucherit (FRA)  | DISQ    |    |
| Semifinal 2 |                                              |         |    |
| 1.          | Ian Ferguson och Paul MacDonald (NZL)        | 3:23.13 | QF |
| 2.          | Tibor Helyi och András Rajna (HUN)           | 3:24.24 | QF |
| 3.          | Svein Egil Solveng och Harald Amundsen (NOR) | 3:25.00 | QF |
| 4.          | Sergey Kalesnik och Sergey Galkov (URS)      | 3:27.03 |    |
| 5.          | Donald Brien och Colin Shaw (CAN)            | 3:30.29 |    |
| 6.          | Andrew Sheriff och Kevin Smith (GBR)         | 3:31.65 |    |
| Semifinal 3 |                                              |         |    |
| 1.          | Greg Barton och Norman Bellingham (USA)      | 3:25.36 | QF |
| 2.          | Guido Behling och Torsten Krentz (GDR)       | 3:27.19 | QF |
| 3.          | Anders Ohlsén och Hans Olsson (SWE)          | 3:28.31 | QF |
| 4.          | Mikko Kolehmainen och Olli Kolehmainen (FIN) | 3:30.98 |    |
| 5.          | Xue Bing och Ma Fuliang (CHN)                | 3:42.91 |    |

### Final
| Gold   | Greg Barton och Norman Bellingham (USA)      | 3:32.42 |
| Silver | Ian Ferguson och Paul MacDonald (NZL)        | 3:32.71 |
| Bronze | Peter Foster och Kelvin Graham (AUS)         | 3:33.76 |
| 4.     | Niels Ellwanger och Carsten Lömker (FRG)     | 3:34.63 |
| 5.     | Guido Behling och Torsten Krentz (GDR)       | 3:35.44 |
| 6.     | Daniel Stoian och Angelin Velea (ROU)        | 3:35.75 |
| 7.     | Anders Ohlsén och Hans Olsson (SWE)          | 3:36.13 |
| 8.     | Svein Egil Solveng och Harald Amundsen (NOR) | 3:38.16 |
| 9.     | Tibor Helyi och András Rajna (HUN)           | 3:43.43 |